# Annemieke van Dam

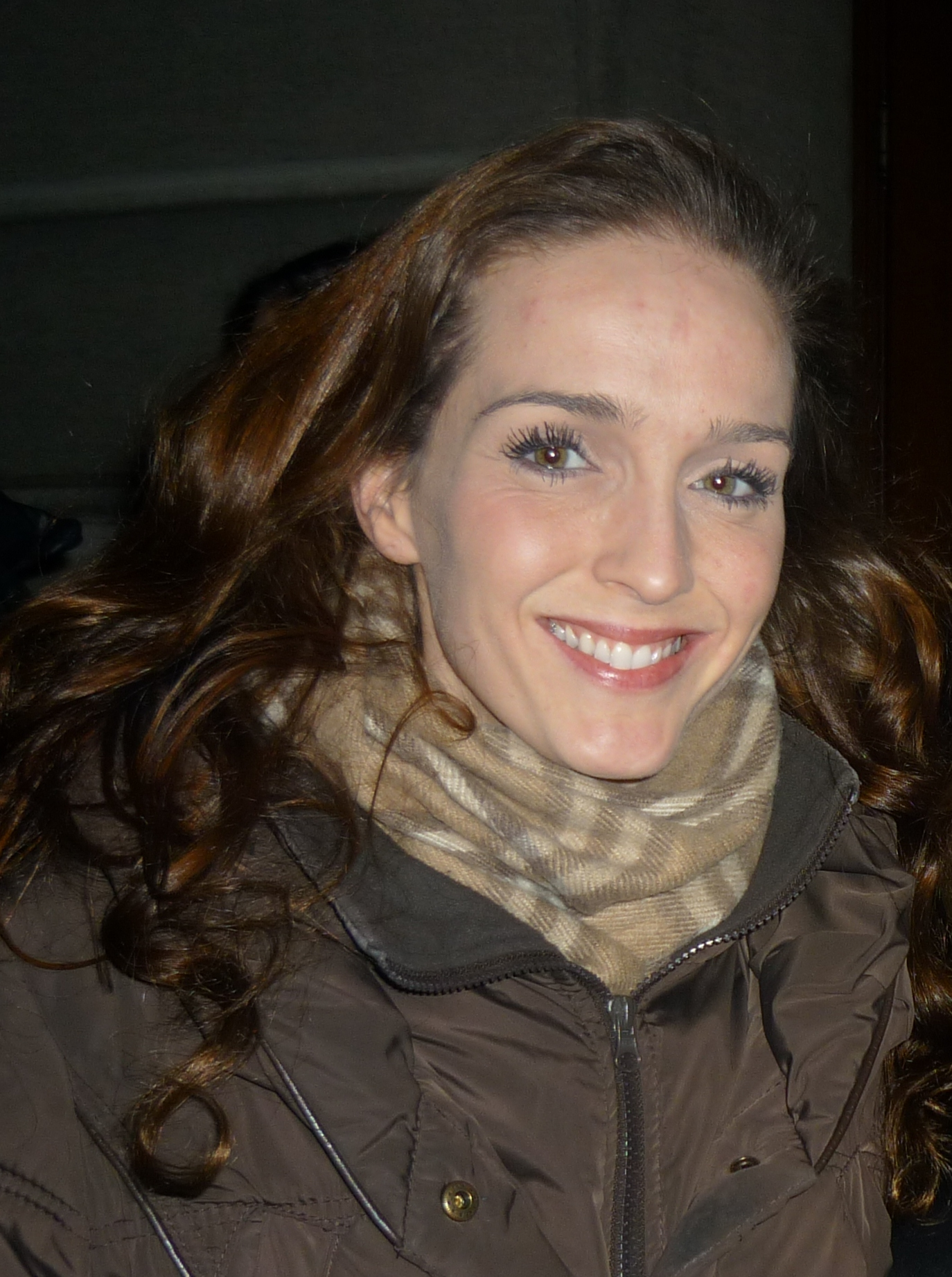
Annemieke van Dam (2014)

Annemieke van Dam (* 18. August 1982 in Rotterdam) ist eine niederländische Musicaldarstellerin, die seit 2005 im deutschsprachigen Raum tätig ist.

## Leben
Annemieke van Dam erhielt 1998 den ersten Preis in der niederländischen Soundmixshow. Sie studierte am Brabantse Conservatorium Musiktheater. Nach einigen Rollen in den Niederlanden war sie ab 2005 durchgängig im deutschsprachigen Raum zu sehen. Sie wurde durch die Titelrolle im Musical Elisabeth bekannt, die sie auf einer Tournee durch Deutschland und Österreich sieben Monate lang beinahe jeden Abend spielte.
2003 produzierte sie die beiden Singles Het spoor naar Niemandsland und Geluk. 2015 erschien die CD Amateur.

## Auftritte in Musicals
- 2003: Beggarwoman in Sweeney Todd (Niederlande)
- 2003: Lucinda in Into the Woods (Niederlande)
- 2003–2004: Doornroosje in Doornroosje de Musical (Niederlande)
- 2004: Musicals in Ahoy (Niederlande)
- 2004–2005: Susie in Crazy for You (Niederlande)
- 2005–2006: Fräulein Windisch & Cover Elisabeth in Elisabeth (Stuttgart)
- 2006–2008: Ensemble & Cover Constance in 3 Musketiere (Stuttgart)
- 2008: Lisa Carew in Jekyll & Hyde (Bad Hersfeld)
- 2008: Elisabeth in Elisabeth (Berlin)
- 2008–2009: Elisabeth in Elisabeth (Zürich)
- 2009–2010 und 2011–2012: Elisabeth in Elisabeth (Tournee)
- 2012–2014: Elisabeth in Elisabeth (Wien)
- 2014: Guinevere in Artus Excalibur (Theater St. Gallen)
- 2014–2016: Mary Poppins in Mary Poppins (Wien)
- 2016: Iris in Wenn Rosenblätter Fallen (Oberhausen)
- 2016–2017: Florence Vassy in Chess (Graz)
- 2017: Louise in Gypsy (Klagenfurt)
- 2019: Evita in Evita (Stadttheater Klagenfurt)
- 2021: Evita in Evita (Bühnen Bern)
- 2022–2023: Beatrice & Mrs. Danvers (alternierend) in Rebecca (Wien)
- 2023-1/2024: Mrs. Danvers (Erstbesetzung) in Rebecca (Wien)
- 2024: Cynthia Murphy in Dear Evan Hansen (Gmunden)
- 2024: Elisabeth in Elisabeth (konzertante Version Schönbrunn; Wien)
- 2024: Elisabeth in Elisabeth (konzertante Version Tournee; China)
- 2024: Mrs. Danvers in Rebecca (konzertante Version Tournee; China)

## Veröffentlichungen
- Pompeji – das Musical World Premiere Recording 2008
- Felix Martin – Der letzte Tanz
- Elisabeth – das Musical Jubiläums-Tournee Cast 2011/2012
- Elisabeth – das Musical Gesamtaufnahme live – Jubiläumsfassung (2012)
- Artus Excalibur
- Mary Poppins  Wien
- Amateur, Solo-Album, 2015[6]
- Rebecca – das Musical Gesamtaufnahme Live – Neue Wiener Fassung (2022) (als Beatrice)
- Elisabeth – das Musical Schönbrunn EP (2024)